# Parafia wojskowa Chrystusa Odkupiciela i Najświętszego Imienia Maryi w Sieradzu
Parafia wojskowa pw. Chrystusa Odkupiciela i Najświętszego Imienia Maryi w Sieradzu  jest podporządkowana bezpośrednio Wikariuszowi Biskupiemu ds. Koordynacji Pracy Dziekanów. Do 6 grudnia 2011 roku parafia należała do Śląskiego Dekanatu Wojskowego.

## Historia
Parafia została erygowana 11 listopada 2001 roku Mieści się przy ulicy Kościuszki. 

## Proboszczowie
- ks. mjr Zenon Sadzawiczny (2000–2001)[3]
- ks. mjr Jerzy Niedbała (2001–2003)[3]
- ks. mjr Marek Reimer (2003–2004)[3]
- ks. ppłk Andrzej Molendowski (2004-2006)[3]
- ks. ppłk Zenon Pawelak (2006–2012)[3]
- ks. płk Stanisław Szymański (2012–2013)[3]
- ks. ppłk Krzysztof Pietrzniak (2013–2014)[3]

- ks. ppłk Mariusz Śliwiński (2014–2016)[3]

- ks. mjr Władysław Włodarczyk (2016–2019)[3]

- ks. ppłk Tomasz Paroń (2019–2023)[4][3]
- ks. kpt. Marcin Naglik (2023– )[5].